# Csépi-ér
A Csépi-ér a Kisalföldön ered, Komárom-Esztergom vármegyében, mintegy  méteres tengerszint feletti magasságban. A vízfolyás a Szilfa-dűlői-csatorna, a Cöndő-ér és a Döbön-kúti-ér összefolyásából jön létre Csép település déli határában. A patak forrásától kezdve északi irányban halad, majd Nagyigmándnál eléri a Concó-patakot.
A Csépi-ér vízgazdálkodási szempontból a Bakonyér és Concó Vízgyűjtő-tervezési alegység működési területét képezi.

## Part menti települések
- Csép
- Nagyigmánd